# Imani Uzuri
Imani Uzuri (* um 1980) ist eine amerikanische Sängerin, Komponistin und Liedtexterin.

## Wirken
Uzuri stammt aus dem ländlichen North Carolina. In der Familie ihrer Großmutter hat sie das Singen von Spirituals und Gospel gelernt. Sie absolvierte den Masterstudiengang in African American Studies an der Columbia University. In ihrer Masterarbeit untersuchte sie die Liturgie, Performativität und „subversive Erlösung“ der in New Orleans lebenden Straßenpredigerin, bildenden Künstlerin, Musikerin und Mystikerin Sister Gertrude Morgan (1900–1980). Sie hat Essays für The Feminist Wire und Ebony sowie für die Anthologie BAX 2016: Best American Experimental Writing verfasst.
2012 veröffentlichte Uzuri ihr Album The Gypsy Diaries. Sie hat mit Künstlern verschiedener Disziplinen zusammengearbeitet, u. a. mit den Musikern Herbie Hancock, John Legend und Vijay Iyer, mit den bildenden Künstlern Wangechi Mutu und Carrie Mae Weems und Sanford Biggers, der Choreografin Trajal Harrell, der Dichterin Sonia Sanchez und dem Komponisten Robert Ashley. Mit Hancock schrieb sie den Song „Be Still“ für dessen Album Future 2 Future, den sie dort sang.
Uzuri schuf Konzerte, experimentelles Theater, Performance-Kunst, Bühnenmusiken und Klanginstallationen an internationalen Veranstaltungsorten/Festivals wie dem Lincoln Center, New Yorks Central Park SummerStage, dem Festival Sons d’Hiver in Paris, dem Institute of Contemporary Arts in London und dem Museum of Modern Art. The Village Voice bezeichnete sie als „eine postmodernistische Bessie Smith“.
Uzuri ist Komponistin und Co-Librettistin des Musicals Girl Shakes Loose, das 2017 bei der O’Neill National Music Theater Conference aufgeführt und anschließend voll produziert wurde. Im März 2016 gab sie ihr Debüt im Lincoln Center in der Reihe American Songbook. Sie war eine Hauptdarstellerin bei BET for Black Girls Rock. 2016 bis 2017 war sie Composer/Sound Artist Fellow der Jerome Foundation. In der Folge schuf sie ein Musikwerk, das sich mit der Ikonographie der Schwarzen Madonna beschäftigt. Im Auftrag des Banff Centre for Arts and Creativity schrieb sie ihre Chorkomposition Sustenance, die sie dort mit 31 Stimmen uraufführte. Weiterhin verfasste sie die Kammeroper Hush Abor. 2022 erhielt sie für ihr Musical Lighthouse of the Singing Birds den Hermitage Major Theater Award.
Uzuri war die Gründerin und Leiterin des Revolutionary Choir.

## Preise und Auszeichnungen
- 2022: Hermitage Major Theater Award für das Musical Lighthouse of the Singing[1]